# Lohner
Lohner, 1896-1906. Jacob Lohner & Co , Wien. Det första företag som startade industriell biltillverkning i Österrike år 1896.
Lohner tillverkade en hybridbil där en bensinmotor drev en generator som drev elmotorer på framhjulen. Ferdinand Porsche var med om konstruktionen.